# Gavin Brown (mathématicien)
Pour les articles homonymes, voir Gavin Brown et Brown.
Gavin Brown AO (27 février 1942 – 25 décembre 2010) était un mathématicien écossais, et vice-chancelier de l'Université de Sydney entre 1996 et 2008.

## Biographie
Après avoir fréquenté l'école secondaire au Madras College de St Andrews, Brown a obtenu un Master of Arts (avec les Honneurs et la médaille Duncan) de l'université de St Andrews (1963), un doctorat à l'université de Newcastle upon Tyne en 1965, avec une thèse intitulée Norm and Stability Properties of Semi-Algebras, sous la supervision de Frank Featherstone Bonsall. Sa carrière universitaire a commencé à l'université de Liverpool, où il est devenu maître de conférences en mathématiques.
Brown obtient la chaire de mathématiques pures à l'université de Nouvelle-Galles du Sud en 1975, lorsque lui et sa famille ont émigré vers l'Australie. À l'université de Nouvelle-Galles du Sud, Brown a occupé un certain nombre de postes administratifs universitaires, y compris à la tête du Département de Mathématiques pures, directeur de l'École de Mathématiques et Doyen de la Faculté des Sciences. En 1992, il devient l'Adjoint du Vice-Recteur (Recherche) à l'université d'Adélaïde; plus tard, en 1994, il est devenu le Vice-Chancelier. Il a pris ses fonctions en tant que Vice-Chancelier de l'Université de Sydney, en 1996, et à la retraite de l'université en 2008.
Brown a été activement impliqué dans le travail de l'Australian Research Council en tant que président de divers comités de financement, de 1988 à 1993, et membre du Conseil de 1992 à 1993. Il a écrit plus de 100 articles de recherche et a siégé au conseil de plusieurs revues internationales. Ses domaines de recherche ont été larges, y compris l'analyse harmonique, la théorie de la mesure et la géométrie algébrique.
Brown est décédé d'une crise cardiaque dans la ville d'Adélaïde en décembre 2010.

## Prix et distinctions
Gavin Brown est lauréat du prix Whittaker en 1977 et de la Médaille de la société mathématique australienne en 1982. 
Il a reçu un doctorat honorifique en droit de l'Université de St Andrews (1997) et un doctorat honorifique par l'Université de Dundee (2004). En 2006, il a été nommé Officier de l'Ordre de l'Australie.